# Rui Monteiro de Barros Maciel
Rui Monteiro de Barros Maciel (São Paulo, 30 de outubro de 1945) é um médico brasileiro.
Foi eleito membro da Academia Nacional de Medicina em 2017, ocupando a Cadeira 49, que tem Enjolras Vampré como patrono. É graduado pela Escola Paulista de Medicina (Unifesp), tendo mestrado e doutorado pela mesma instituição. Foi professor titular da EPM de 1992 até 2016, obtendo a livre-docência em 1989. 

## Biografia
Rui Monteiro de Barros Maciel nasceu em 30 de outubro de 1945 na cidade de São Paulo. É neto do médico Oscar Monteiro de Barros (ex-presidente da Associação Paulista de Medicina e da Academia de Medicina de São Paulo).  Graduou-se em medicina pela Escola Paulista de Medicina (Universidade Federal de São Paulo) em 1970, sendo residente em clínica médica e endocrinologia entre 1971 e 1974 pela mesma instituição. Foi pesquisador na University of California (Los Angeles - Estados Unidos) entre 1976 e 1978 e professor visitante na Harvard Medical School (Estados Unidos) de1986 até 1988.
Rui conquistou a livre docência pela EPM em 1989 e foi professor titular de Endocrinologia na Escola Paulista de Medicina de 1992 até 2016. Foi presidente da comissão de residência médica, Chefe da Disciplina de Endocrinologia, Presidente da Comissão de Bancas de Concurso para Livre-Docência e Titular e Pró-Reitor de Pesquisa e Pós-Graduação da instituição. Tem mais de 220 publicações em revistas científicas indexadas, tendo como área de trabalho: hipotireoidismo congênito, paralisia periódica tireotóxica e câncer de tiroide. Além disso, trabalhou em mais de 120 capítulos de livros, editou 6 livros e orientou mais de 27 trabalhos de mestrado e 32 de doutorado.
Membro da Sociedade Brasileira de Endocrinologia e Metabologia (SBEM), Rui foi editor-chefe dos Archives of Endocrinology and Metabolism, vice-presidente e presidente da Comissão Científica dos Congressos da SBEM de 1994 e 1998, membro da Comissão de Título de Especialista em Endocrinologia, co-fundador dos Encontros Brasileiros de Tiroide e co-fundador do Congresso Paulista de Endocrinologia e Metabologia. Recebeu diversos prêmios ao longo de sua vida, como: prêmio Múcio de Athayde de Combate ao Câncer, da Academia Nacional de Medicina (1985); o LATS-Prize, da Latin American Thyroid Society (1991); o SBEM-SP, da Sociedade Brasileira de Endocrinologia e Metabologia (2001); a Ordem Nacional do Mérito Científico (Comendador, 2002); e o José Scherman-Endocrinologista do Ano (2005), concedido pelo Instituto Estadual de Diabetes e Endocrinologia. Além disso, em dezembro de 2020, foi homenageado pelo Conselho Regional de Medicina de São Paulo (CREMESP) pelos seus mais de 50 anos de serviços médicos respeitando a ética médica.

Foi eleito em 14 de setembro de 2017 como membro titular da Academia Nacional de Medicina, sendo empossado no dia 21 de novembro do mesmo ano sob a presidência de Jorge Alberto Costa e Silva. Ocupou a cadeira 49, a qual tem como patrono Enjolras Vampré, sendo saudado pelo médico oftalmologista Rubens Belfort Mattos Junior.